# Liste der Träger des Ehrenzeichens des Landes Salzburg
In dieser Liste sind Träger des Ehrenzeichens des Landes Salzburg angeführt. Die Kurzbemerkung nach dem Namen soll den Grund bzw. die Funktion der Person am beziehungsweise vor dem Verleihungstag ersichtlich machen.
Die Einträge sind, falls bekannt, nach dem Verleihungsjahr oder der Veröffentlichung sortiert, innerhalb des Jahres alphabetisch, die Jahresangaben haben aber aufgrund der verschiedenen Quellangaben eine Unschärfe, da die Zeit vom Antrag über die Verleihung bis zur Bekanntmachung mehrere Monate betragen kann.
Die Liste ist unvollständig.

## Großkreuz des Ehrenzeichens des Landes Salzburg
- Herbert von Karajan (1978)[1]
- Josef Klaus (1980)
- Clemens Holzmeister
- Karl Berg, Erzbischof (1984)
- Franz Josef Strauß, Politiker (1985)
- Alfons Goppel
- Wilfried Haslauer
- Hans Lechner
- Hans Katschthaler (1996)
- Thomas Klestil (1999)[2]
- Georg Eder, Erzbischof (2003)
- Edmund Stoiber (2004)[3]
- Franz Schausberger, Politiker (2004)
- Alois Kothgasser, Erzbischof von Salzburg (2013)

## Großes Ehrenzeichen des Landes Salzburg
- Josef Horak, Politiker (1967)
- Josef Kaut, Politiker (1969)
- Michael Haslinger, Politiker (1971)
- Rupert Wolfgruber senior, Politiker (1973)
- Josef Brandauer, Politiker (1974)
- Hans Zyla, Politiker (1974)
- Walter Leitner, Politiker (1980)
- Rudolf Sallinger, Politiker (1981)
- Ernst Haeusserman, Theaterdirektor, Regisseur, Schriftsteller (1982)
- Josef Brunauer junior, Politiker (1983)
- Anton Bonimaier, Politiker (1984)
- Hans Schmidinger, Politiker (1984)
- Friedrich Mayr-Melnhof, Politiker und Forstwirt (1986)
- Johann Pitzler, Politiker (1989)
- Walter Vogl, Politiker (1989)
- Ernst Krenek, Komponist (1990)
- Bertl Emberger, Politiker (1994)
- Helmut Frauscher, Politiker (1994)
- Dimitri Zacharias Pappas, Unternehmer und griechischer Generalkonsul in Salzburg (1996)
- Gerhard Buchleitner, Politiker (1997)
- Martin Purtscher, Politiker (1998)
- Walter Thaler, Politiker (2001)
- Ludwig Bieringer, Politiker (2003)
- Georg Griessner, Politiker (2004)
- Karl Glaser, Politiker
- Helmut Türk, Jurist (2006)
- Gerhard Lindinger, ORF-Redakteur (2010)[4]
- Michael Neureiter, Politiker (2010)
- Wolfgang Saliger, Politiker (2010)
- Franz Löschnak, Politiker
- Herbert Schambeck, Rechtswissenschaftler und Politiker
- Helmut Mödlhammer, Journalist und Politiker (2012)
- Simon Illmer, Politiker, Präsident des Salzburger Landtages (2014)[5]
- Heinz Schaden, Politiker (2014)[6]
- Karl Schnell, Politiker (2014)
- Herbert Walterskirchen[7]
- Gerlinde Rogatsch, Politikerin (2015)
- Gerhart Holzinger, Präsident des Verfassungsgerichtshofs (2017)[8]
- Marcel Hirscher, Skirennläufer (2018)[9]
- Wolfgang Porsche, Manager (2018)[10]
- Josef Sampl, Politiker (2018)[11]
- Cyriak Schwaighofer, Politiker (2018)[12]
- Heinrich Schmidinger, Rektor der Universität Salzburg (2019)[13]
- Christian Stöckl, Landeshauptmann-Stellvertreter (2023)[14]
- Franz Lackner, Erzbischof von Salzburg (2024)[15][16]
- Günther Mitterer, Bürgermeister von Sankt Johann und Präsident des Salzburger Gemeindeverbandes (2024)[17]

## Goldenes Ehrenzeichen des Landes Salzburg (bis 2007)
- Bartholomäus Hasenauer, Politiker (1967)
- Josef Weißkind, Politiker (1968)
- Wolfgang Radlegger, Politiker (1970)
- Hermann Rainer, Politiker (1970)
- Hans Friedrich Freyborn, Politiker (1971)
- Hans Pexa, Politiker (1978)
- Bonifaz Madersbacher, Tiroler Missionsbischof (1980)
- Robert Janschitz, Politiker (1981)
- Ernst Haeusserman, Theaterdirektor, Regisseur und Filmproduzent (1982)
- Ferdinand Holböck, katholischer Priester und Theologe (1983)
- H. C. Artmann, Schriftsteller und Übersetzer (1984)
- Johann Mayer, Politiker (1984)
- Karl Heinz Ritschel, Journalist und Publizist (1984)
- Richard Wolfram, Volkskundler und Skandinavist (1984)
- Herbert Batliner, liechtensteinischer Rechtsanwalt, Finanztreuhänder und Kunstsammler (1985)
- Franz Richter Herf, Komponist, Dirigent und Musiktheoretiker (1985)
- Josef Hörl, Politiker (1985)
- Georg Pfligersdorffer, Altphilologe (1986)
- Johann Wohl, Politiker (1986)
- Karl Rössing, Grafiker und Buchillustrator (1987)
- Gretl Aicher, Puppenspielerin und Theaterleiterin (1988)
- Christa Ludwig, Opern- und Konzertsängerin (1988)
- Gerhard Ortner, Bankmanager (1988)
- Fritz Muliar, Schauspieler, Kabarettist und Regisseur (1989)
- Ulrich Gehre, Journalist und Kunsthistoriker (1990)
- Robert Thaller, Politiker (1992)
- Volker Winkler, Politiker (1992)
- Aenne Burda, Verlegerin (1994)
- Franz Pacher, Bauingenieur (1994)
- Gerheid Widrich, Ärztin und Politikerin (1994)
- Gerhard Garstenauer, Architekt (1995)
- Maurizio Pollini, Pianist und Dirigent (1995)
- Christian Menzel, Politiker (1997)
- Hans Paarhammer, Generalvikar und Kirchenrechtler (1997)
- Günter Puttinger, Politiker (1997)
- Marko Feingold, Präsident der Israelitischen Kultusgemeinde Salzburg (1998)
- Hermann Maier, Schifahrer (1998)
- Helga Rabl-Stadler, Politikerin, Unternehmerin sowie Präsidentin der Salzburger Festspiele (1998)
- Martin Seidl, Politiker (1998)
- Jürgen Weiss, Beamter und Politiker (1998)
- Margot Hofer, Politikerin (1999)
- Wieland Schmied, Präsident der Bayerischen Akademie der Schönen Künste (1999)
- Siegfried Sellitsch, Präsident der österreichischen Versicherungsverbandes (2000)
- Gernot Friedel, Theater- und Fernsehregisseur (2001)[18]
- Richard Neururer, Tiroler Militärkommandant (2001)[19]
- Helfried Scharmüller, Leiter der Staatsanwaltschaft Salzburg (2001)[19]
- Heinz Schäffer, Jurist, Universitätsprofessor für Öffentliches Recht der Universität Salzburg (2001)
- Gerhard Stadler, Mitglied des Aufsichtsrates des Salzburg Airports (2001)[19]
- Günther Granser, Präsident des Internationalen Kuratoriums der Organisation für Internationale Wirtschaftsbeziehungen (OiER) (2002)
- Christine Haidegger, Schriftstellerin[20]
- Eberhard Stüber, Biologe, Gründer der Österreichischen Naturschutzjugend (2002)
- Burckhard Bergmann, Industriemanager (2003)
- Hermann Böhacker, Politiker (2003)
- Alexander Böhm, Politiker (2003)
- Sepp Eder, Landesjägermeister und Geschäftsführer der Salzburger Sand und Kieswerke (2003)[21]
- Ernst Mayer, Geschäftsführer der Firma Mayer & Co. Beschläge GmbH (2003)[21]
- Maria Bommer, Politikerin (2004)
- Rudolf Buchbinder, Konzertpianist (2004)
- Gerhard Huber, Landesrettungskommandant (2004)
- Paul Kritsch, Militärkommandant (2004)
- Hans-Georg Koppensteiner, Jurist (2004)
- Karl Wlaschek, Unternehmer (2004)
- Wilhelm Holzbauer, Architekt (2005)
- Rudolf Hradil, Maler, Druckgrafiker, Zeichner (2005)
- Edmund Entacher, General (2006)
- Maria Haidinger, Politikerin (2006)
- Danja Haslacher, Behindertensportlerin, Paralympics-Gewinnerin (2006)
- Heimo Kandolf, Direktor der Tauernkraftwerke (2006)
- Peter Ruzicka, Komponist (2006)
- Plácido Domingo, Opernsänger (2007)
- Walter Barylli, Geiger, Konzertmeister der Wiener Philharmoniker
- Walter Bitterlich, Wissenschaftler
- Walter Homolka, Rektor
- Hans Riedl, Generalleutnant und Militärkommandant von Salzburg
- Alois Rohrmoser, Unternehmer
- Walther Schaumann, Offizier, Bergsteiger, Historiker und Autor
- Wolf von Schilgen, Schriftsteller, Publizist, Journalist und Kolumnist
- Wolfgang Schmidt, evangelisch-lutherischer Theologe
- Christoph Sieber, Windsurfer
- Thomas Hampson, Sänger (2013)
- Wolf-Eberhard von Lewinski, Musik- und Theaterkritiker
- Nikolaus Wagner, Alt-Abt der Benediktinerabtei Michaelbeuern bei Salzburg
- Gerhard Wimberger, Komponist, Dirigent und emeritierter Hochschullehrer
- Ludwig Zack, Priester und Bundespräses von Kolping Österreich

## Silbernes Ehrenzeichen des Landes Salzburg (bis 2007)
- Rudolf Jettel, Komponist, Klarinettist und Hochschullehrer (1967)
- Ernst Hallinger, Politiker (1970)
- Georg Pfligersdorffer, Altphilologe (1981)
- Annemarie Dengg, Politikerin (1985)
- Erika Weinzierl, Historikerin (1985)
- Alois Stöllinger, Politiker (1986)
- Kurt Maier, Politiker (1987)
- Holger Magel, Geodät und Professor an der TU München (1988)
- Josef Pichler, Politiker (1989)
- Christina Steinmetzer, Politikerin (1989)
- Josef Weichenberger, Politiker (1989)
- Gerhard Huber, Landesrettungskommandant (1996)
- Anton Karl, Politiker (1996)
- Edwin Gräupl, Landesschulinspektor (1997)
- Klaus Firlei, Politiker, Universitätsprofessor, Arbeits- und Sozialrechtler (1999)
- Wolfgang Haider, Politiker (1999)
- Peter Köpf, Politiker (1999)
- Gottfried Nindl, Politiker (1999)
- Franz Lang, Direktor des Bundeskriminalamts (2000)[22]
- Edith Tutsch-Bauer, Rechtsmedizinerin (2000)[22]
- Friedrich Moosleitner, Landesarchäologe (2001)[19]
- Karl Popp, Geschäftsführer der Firma Melitta (2001)[19]
- Othmar Nacovsky, Politiker (2002)
- Robert Kriechbaumer, Historiker und Politologe (2003)[21]
- Fritz Schweiger, Mathematiker, Rektor der Universität Salzburg (2003)[23]
- Gerhard Wirl, Gruppenleiter am Institut für Molekularbiologie der Österreichischen Akademie der Wissenschaften in Salzburg (2003)[21]
- Wolfgang Mantl, Politikwissenschaftler und Jurist (2004)
- Josef Mayr, Politiker (2004)
- Anita Strebl, Politikerin (2004)
- Elisabeth Gürtler-Mauthner, Unternehmerin (2005)
- Walter Fuchs, Jurist und Ministerialbeamter
- Wilhelm Kaufmann, Maler
- Ernst Kronreif jun., Obmann des Tourismusverbandes Hallein
- Helmut Naderer, Politiker und Polizist
- Sándor Végh, Dirigent und Violinist

## Ehrenzeichen des Landes Salzburg (ab 2007)
- Johannes Pausch, Benedíktiner, em. Prior von Kloster Gut Aich (2008)
- Anton Brandauer, Feuerwehrfunktionär (2010)
- Theresia Fletschberger, Politikerin (2010)
- Herbert Resch, Mediziner (2010)
- Friedemann Bachleitner-Hofmann, Präsident des Österreichischen Apothekerverbandes (2011)[24]
- Clemens Hellsberg, Vorstand der Wiener Philharmoniker (2011)
- Pierre Boulez, Komponist, Dirigent und Musiktheoretiker (2011)
- Robert Kissela, Bezirkshauptmann der Bezirkshauptmannschaft Tamsweg (2013)[25]
- Doraja Eberle, Landesrätin, Gründerin der humanitären Hilfsorganisation Bauern helfen Bauern (2011)
- Felix Unger, Herzchirurg und Präsident der Europäischen Akademie der Wissenschaften und Künste (2011)
- Karl-Markus Gauß, Schriftsteller (2014)
- Helmut Hintner, Mediziner (2015)[26]
- Erwin Kräutler, römisch-katholischer Ordensgeistlicher (2015)
- Wolfgang Rihm, Komponist, Musikwissenschaftler und Essayist (2015)
- Renatus Capek (2016)[27]
- Lukas Essl, Politiker (2016)[28]
- Klaus Gmeiner, Hörfunk- und Theaterregisseur (2016)
- Dieter Heidecker, Generalmajor a. D. (2016)
- August Hirschbichler, Vorstandssprecher der Salzburg AG für Energie, Verkehr und Telekommunikation (2016)
- Reinhold Mayer, Bezirkshauptmann (2016)[29]
- Estolf Müller, Landesleiter der Bergrettung Salzburg (2016)[30]
- Hans Richter, Mediziner (2016)
- Rudolf Weinberger, Unternehmer (2016)[31]
- Rudolf Zrost, Präsident der Industriellenvereinigung Salzburg (2016)[32]
- Josef Strobl, Geoinformatiker (2018)[33]
- Ferdinand Wegscheider, Journalist, österreichischer Privatfernsehpionier und Intendant des Fernsehsenders ServusTV (2020)[34]
- Wolfgang Sperl, Mediziner, Rektor der Paracelsus Medizinischen Privatuniversität in Salzburg (2021)[35]
- Ronald Barazon, Journalist
- Franz Lang und Franz Ruf, Polizisten (2023)[36]
- Martina Berthold und Andrea Klambauer, Politikerinnen (2023)[37][38]
- Hans-Peter Wild, Unternehmer (2024)[39]
- Richard Greil, Internist (2024)[40][41]
- Hendrik Lehnert, Rektor der Universität Salzburg (2025)[42][43]
- Josef Schwaiger, Politiker (2025)[44]

## Großes Verdienstzeichen des Landes Salzburg (ab 2007)
- Helmut Hintner, Mediziner (2009)[45]
- Gunter Mackinger Autor, Verkehrsdirektor der Salzburg AG (2009)
- Barbara Wally, Kunsthistorikerin (2009)[46]
- Wolfgang Fanninger, Bürgermeister von St. Michael im Lungau (2010)[47]
- Anton Heiser, Mediziner (2010)[48]
- Johanna Maier, Vier-Hauben-Köchin (2010)
- Andreas Maislinger, Politikwissenschaftler (2010)
- Georg Maltschnig, Bürgermeister von Zell am See (2010)[47]
- Karl Müller, Germanist (2010)[47]
- Bernd Petrisch, Politiker (2010)
- Heidi Reiter, Politikerin (2010)
- Matthias Scheiber, Politiker (2010)
- Vinzenz Schreiner (2010)[47]
- Emmerich Schwemlein, Politiker (2010)
- Hilde Wanner, Politikerin (2010)
- Bernhard Biberauer, Mitglied des Orchesters bei den Salzburger Festspielen (2011)[49]
- Franz Ensinger, Alt-Bürgermeister der Gemeinde Unken (2011)[24]
- Josef Fischer-Colbrie, Beamter in der Naturschutzabteilung des Amtes der Salzburger Landesregierung (2011)[50]
- Stefan Fleischer, Obmann des Vereines "Nachbarschaft"Elixhausen(2011)[24]
- George Fritthum, Mitglied des Orchesters bei den Salzburger Festspielen (2011)[49]
- Bruno Hartl, Mitglied des Orchesters bei den Salzburger Festspielen (2011)[49]
- Gerhard Iberer, Mitglied des Orchesters bei den Salzburger Festspielen (2011)[49]
- Leonhard Santner, früherer technischer Geschäftsführer der Gemeinnützigen Salzburger Wohnbaugesellschaft (2011)[51]
- Alexander Steinberger, Vizevorstand und Mitglied des Orchesters bei den Salzburger Festspielen (2011)[49]
- Johann Ströcker, Mitglied des Orchesters bei den Salzburger Festspielen (2011)[49]
- Christian Stückl, Theaterregisseur (2011)
- Alfred Treiber, Hörfunkjournalist, Programmchef von Ö1 (2011)[24]
- Siegwulf Turek, Regisseur, Bühnenbildner und Projektionsdesigner (2011)[24]
- Gert Voss, Schauspieler (2011)
- Wolfgang Zingerle, Bürgermeister der Gemeinde Hollersbach (2011)[24]
- Johann (Hans) Köhl, Intendant Salzburger Adventsingen (2012)[52]
- Marcel Hirscher, Skirennläufer (2012)
- Erich Marx, Beamter und Museumsleiter in Salzburg (2012)[53]
- Otto Staindl, Mediziner (2012)[54]
- Markus Wiesner, Unternehmer (2012)[55]
- Ronald Gobiet, Landeskonservator für das Land Salzburg (2013)
- Friedrich Hoppichler, Mediziner (2013)[56]
- Norbert Karlsböck, Bürgermeister von Kaprun (2013)[57]
- Hans Mosshammer, Obmann des Tourismusverbandes Bergheim (2013)[25]
- Siegfried Schluckner, Obmann der Salzburger Gebietskrankenkasse (2013)[25]
- Josef Michael Schramm, Geologe (2013)[58]
- Wolfgang Wintersteller, Professor, Geschichtsforschung von Hallein und Land Salzburg (2013)[25]
- Friedrich Amerhauser, Altbürgermeister von St. Georgen bei Salzburg (2014)
- Hubert Ebner, Bürgermeister der Gemeinde Faistenau (2014)[59]
- Günter Federsel, Musiker (2014)[60]
- Christian Frohn, Musiker (2014)[60]
- Franz Kirchner, Bauunternehmer und Architekt (2014)[59]
- Martin Kubik, Musiker (2014)[60]
- Raimund Lissy, Musiker (2014)[60]
- Leonhard Madreiter, Bürgermeister von Fusch (2014)[61]
- Herbert Mayr, Kontrabassist und Musikpädagoge (2014)
- Franz Meißl, Bürgermeister aus Werfen (2014)[59]
- Harald Müller, Musiker (2014)[60]
- Hiltrud Oman, freie Kunsthistorikerin (2015)
- Franz Pöllitzer, Bürgermeister von Tweng (2014)[62]
- Wolf-Dieter Rath, Musiker (2014)[60]
- Robert Reiter, Bürgermeister aus Rauris (2014)[59]
- Emmerich Riesner, Altbürgermeister von Neumarkt am Wallersee (2014)[63]
- Jakob Rohrmoser, Bürgermeister Stadtgemeinde Bischofshofen (2014)[64]
- Günther Schied, Bürgermeister aus Saalfelden (2014)[59]
- Christian Schlegl, Hofrat, Tätigkeit in der Bundesverwaltung (2014)[59]
- René Staar, Komponist, Geiger, Dirigent (2014)
- Otmar Stefan, erzbischöflicher Sekretär Salzburg (2014)[59]
- Bernhard Stockinger, Landesleiter-Stellvertreter der Salzburger Pfadfinder und Pfadfinderinnen (2014)[59]
- Toni Stooss, Kunsthistoriker (2014)
- Armin Wieser, Geschäftsführer des Hilfswerk Salzburg (2014)[65]
- Gernot Zimmer, Mediziner (2014)[59]
- Rudolf Erda, Landessekretär der Salzburger Pfadfinderinnen und Pfadfinder (2015)[66]
- Roswitha Gatterbauer, Vizepräsidentin der Salzburger Pfadfinderinnen und Pfadfinder (2015)[66]
- Alexandra Graski-Hoffmann, Messeveranstalterin (2015)[67]
- Josef Kröll, Vizebürgermeister von Saalbach-Hinterglemm (2015)[68]
- Kurt Heidinger, Seekirchen, ehrenamtlicher Mitarbeiter der Salzburger Pfadfinderinnen und Pfadfinder (2015)[66]
- Nikolaus Lebeth, Landesleiter der Salzburger Pfadfinderinnen und Pfadfinder (2015)[66]
- Peter Mitterer, Bürgermeister von Saalbach-Hinterglemm (2015)[68]
- Peter Reinhold Reimann, ehrenamtlicher Mitarbeiter der Salzburger Pfadfinderinnen und Pfadfinder (2015)[66]
- Wilfried Seidl, Bezirksleiter der Salzburger Bergrettung im Tennengau (2015)[69]
- Leopold Wedl, Seniorchef des Handelshaus Wedl (2015)[70]
- Wolfgang Becker, Leiter des Universitäts- und Landessportzentrums Salzburg Rif (2016)[27]
- Ivor Bolton, Dirigent (2016)
- Leopold Eisenmann, Vorsitzender des Salzburger Jugendherbergswerkes (2016)[27]
- Gerhard Funk, Oberst des Bundesheeres (2016)[71]
- Johann Gander, Oberstleutnant des Bundesheeres (2016)[72]
- Karl Gattinger, Kustos für Orden und Ehrenzeichen, Abzeichen und Wappen im Salzburger Wehrgeschichtlichen Museum (2016)[27]
- Karlheinz Götz, Unternehmer (2016)[27]
- Christian Harringer, Oberstleutnant des Bundesheeres (2016)[72]
- Wilfried Holtmann, Vorsitzender des Vereines Naturschutzpark Lüneburger Heide in den Hohen Tauern (2016)[73]
- Hermann Kobler, Landesbranddirektor–Stellvertreter (2016)[74]
- Peter Meikl (2016), Verwalter der Burg Hohenwerfen (2016)[27]
- Wolfgang Neubacher, Pädagoge, Vizepräsident des Landesschulrates für Salzburg (2016)
- Karl Obermaier, Geschäftsführer des Kardinal Schwarzen-berg'schen Krankenhauses (2016)[27]
- Franz Pritz, Oberst des Bundesheeres (2016)[72]
- Karl Reyer, Unternehmer (2016)[27]
- Hans Joachim Röhrs, Ehrenvorsitzender des Vereines Naturschutzpark Lüneburger Heide in den Hohen Tauern (2016)[73]
- Doris Witzmann, Präsidentin der Katholischen Aktion Salzburg (2016)[75]
- Kathrin Zechner, ORF-Fernsehdirektorin (2016)
- Anton-Helmut Graf, Präsident der Österreichischen Krebshilfe Salzburg (2018)[76]
- Herbert Bachler, Innungsmeister, Abtenau, (17. November 2017)
- Günther Fleischmann, Honorarkonsul der Republik Tunesien, Salzburg, (17. November 2017)
- Gerhard Radlwimmer, Landesschulinspektor, Salzburg, (17. November 2017)
- Reinhold Freinbichler, Direktor des Ausbildungszentrums St. Josef in Salzburg (17. November 2017)
- Margarita Gradl, Zahnärztin, Saalfelden, (17. November 2017)
- Hannes Reichelt, Skirennläufer (2022)[77]
- Anja Hagenauer, Politikerin (2024)[78]

## Goldenes Verdienstzeichen des Landes Salzburg (bis 2007)
- Alfred Gefahrt, Oberbaurat
- Otto Strasser, Musiker (1967)
- Josef Ausweger, Politiker und Kaufmann (1970)
- Franz Illig, Politiker (1970)
- Heinz Kraupner, Politiker (1970)
- Josef Prechtl, Politiker (1970)
- Karl Wimmer, Politiker (1970)
- Kurt Preussler, Politiker (1971)
- Leopold Müller, Bauingenieur, Anthroposoph (1972)
- Emil Sturm, evangelisch-lutherischer Theologe (1974)
- Piero Rismondo, Schriftsteller, Theaterdirektor, Regisseur und Journalist (1978)
- Hilde Spiel, Schriftstellerin, Übersetzerin und Journalistin (1978)
- Walter Hagen-Groll, Chorleiter und Dirigent (1981)
- Fritz Leitermeyer, Komponist und Violinist (1981)
- Alfred Planyavsky, Kontrabassist und Musikhistoriker (1981)
- Lucas Suppin, Maler der École de Paris (1981)
- Hans Widrich, Pressechef der Salzburger Festspiele (1981)
- Paul Walter Fürst, Musiker und Komponist (1982)
- Eduard Kittl, Politiker (1983)
- Fritz Schorn, Politiker (1983)
- Rainer Küchl, Musiker, Professor an der Hochschule für Musik und darstellende Kunst in Wien (1985)[79]
- Marko Feingold, Präsident der Israelitischen Kultusgemeinde Salzburg (1988)
- Rudolf Hradil, Maler, Druckgrafiker, Zeichner (1990)
- Gert Westphal, Regisseur, Schauspieler und Rezitator (1990)
- Georg Leberbauer, Politiker (1991)
- Christian Posch, Politiker (1991)
- Bertl Göttl, Fernseh- und Rundfunkmoderator und Politiker (1992)
- Karl Nindl, Politiker (1993)
- Doraja Eberle, Landesrätin, Gründerin der humanitären Hilfsorganisation Bauern helfen Bauern (1996)
- Christian Wallner, Schriftsteller, Kolumnist und Kabarettist (1998)
- Andor Losonczy, Komponist und Professor für Klavier am Mozarteum (1998)
- Friedrich Bieler, Oberst am Truppenübungsplatz Hochfilzen (2000)[22]
- Reinhold Fartacek, Oberarzt an der Landesnervenklinik Salzburg (2000)[22]
- Norbert Grinninger, Politiker (2000)
- Markus Masoner, Facharzt für psychotherapeutische Medizin (2000)[22]
- Erika Scharer, Gemeinderätin und Sozialreferentin in Kaprun (2000)[22]
- Franz Endler, Musikkritiker (2001)[80]
- Johann Fischer, Unternehmer (2001)[19]
- Matthias Hemetsberger, Bürgermeister der Gemeinde Seeham (2001)[19]
- Ulrich Müller, Professor am Institut für Germanistik der Universität Salzburg (2001)[19]
- Josef Schlosser, Präsident des Salzburger Fußballverbandes (2001)[19]
- Herbert Silberberger, Geschäftsführer der Geschützten Werkstätten (2001)[19]
- Johann Spatzenegger, Bürgermeister von Seekirchen am Wallersee (2001)[19]
- Helmut Weiss, Unternehmer (2001)[19]
- Rudi Wilfer, Pianist und Komponist (2001)[19]
- Leopold Ziller, Heimatforscher (2001)[19]
- Sigrid-Maria Größing, Historikerin, Autorin und Germanistin (2002)
- Peter Bayr, Tourismusobmann von St. Michael (2003)[21]
- Dieter Flury, Soloflötist der Wiener Philharmoniker (2003)
- Rupert Gruber, Amtsleiter der Gemeinde Unternberg (2003)[21]
- Monika Jell, Leiterin der ADEG-Mitarbeiterverwaltung (2003)[21]
- Wilhelm Kössner, Transportunternehmer (2003)[21]
- Maria Leßl, Personalbetreuerin bei der Personalabteilung des Landes (2003)[21]
- Peter H. Lochmann, Direktor der K+K Hotels (2003)[21]
- Philipp Meikl, Rundfunkmoderator, Sänger und Musikant (2003)
- Gottfried Oberhofer, Obmann des Chores des Landesbediensteten (2003)[21]
- Albert Precht, Kletterer und Bergsteiger
- Horst Reichholf, langjähriges ehrenamtliches Mitglied des Roten Kreuzes Salzburg (2003)[21]
- Josef Alois Standl, Journalist und Publizist (2003)
- Alfred Ströer, Politiker und Gewerkschaftssekretär (2003)
- Kurt Sturm, Bürgermeister von Unken (2003)[21]
- Bruno Wuppinger, Bürgermeister von Elixhausen (2003)[21]
- Helmut Geier, Generaldirektor der Wüstenrot Versicherungs-AG, Österreich (2004)
- Thomas Geierspichler, Rennrollstuhlfahrer (2004)
- Andreas Schöppl, Politiker (2004)
- Wolfgang Brand, Geiger der Wiener Philharmoniker (2005)[81]
- Johann Hindler, Professor an der Universität für Musik und darstellende Kunst Wien und Klarinettist der Wiener Philharmoniker (2005)[81]
- Ernst Ottensamer, Professor an der Universität für Musik und darstellende Kunst Wien und Klarinettist der Wiener Philharmoniker (2005)[81]
- Alois Posch, Musiker der Wiener Philharmoniker (2005)[81]
- Agnes Primocic, Kommunalpolitikerin der Kommunistischen Partei und Widerstandskämpferin (2005)
- Erich Schagerl, Geiger der Wiener Philharmoniker (2005)[81]
- Gerald Schubert, Geiger der Wiener Philharmoniker (2005)[81]
- Norbert Täubl, Musiker der Wiener Philharmoniker (2005)[81]
- Stepan Turnovsky, Musiker der Wiener Philharmoniker (2005)[81]
- Manfred Ackermann, sozialdemokratischer Politiker und Gewerkschaftsfunktionär in Österreich und den USA
- Albert Birkle, Maler
- Franz Calliari, römisch-katholischer Geistlicher und Journalist
- Fritz Gruber, Historiker
- Horst Hajek, Klarinettist und Hochschullehrer[82]
- Elfriede Ott, Schauspielerin, Sängerin und Regisseurin
- Roderich Regler, Politiker
- Milan Sagat, Kontrabassist und Dirigent
- Peter Schmidl, Klarinettist
- Friedrich Wiedermann, Politiker

## Silbernes Verdienstzeichen des Landes Salzburg (bis 2007)
- Josef Schulz, Volksschullehrer und Maler (1968)
- Anton Kimml, Politiker (1970)
- Paul Becker, Journalist (1973)
- Eberhard Stüber, Biologe, Gründer der Österreichischen Naturschutzjugend (1978)
- Regine Dapra, Malerin und Autorin (1984)
- Herbert Buchner, Oberbrandinspektor, Ortsfeuerwehrkommandant-Stellvertreter in Kaprun (2000)[22]
- Christoph Faistauer, Bezirksrettungskommandant Pinzgau (2000)[22]
- August Koller, Bergrettung Kaprun (2000)[22]
- Franz Altenberger, Obmann beim Landespferdezuchtverband (2001)[19]
- Andreas Eibl, Obmann der Wassergenossenschaft "Mörtlbach" in Krispl (2001)[19]
- Augustin Kloiber, Kustos und Geschäftsführer des Heimatkundlichen Museums St. Gilgen (2001)[19]
- Stefan Lutsch, (2001)[19]
- Bernhard Müller, Vizepräsident des Österreichischen Naturschutzbundes (2001)[19]
- Hubert Ruhdorfer, Beamter (2001)[19]
- Ernst Andres, Statistenführer bei den Salzburger Festspielen und Osterfestspielen (2003)[21]
- Beate Anglberger, Geschäftsführerin der Georg-Rendl-Gesellschaft (2003)[21]
- Wolfgang Bauer, Vorstandsmitglied der Georg-Rendl-Gesellschaft (2003)[21]
- Julius Bommer, Betreuer des Sattler-Panoramas (2003)[21]
- Hans Ellmer, Salzburger Komponist (2003)[21]
- Miriam Emberger, Gewinnerin der Goldmedaille bei den Special Olympics 2003 in Dublin (2003)[21]
- Michael Krimplstätter, Bezirksobmann der Pongauer Blasmusikkapellen (2003)[21]
- Manuela Mitterwallner, Gewinnerin der Gold- und Silbermedaille bei den Special Olympics 2003 in Dublin (2003)[21]